# Stanisław Klimowski
Stanisław Klimowski (ur. 6 lutego 1891 w Krakowie, zm. 17 lipca 1982 w Katowicach) − polski artysta, malarz i rzeźbiarz, związany głównie z Nowym Wiśniczem.

## Życiorys
Stanisław Klimowski studiował malarstwo i rzeźbę na krakowskiej Akademii Sztuk Pięknych, pod kierunkiem Jacka Malczewskiego, Teodora Axentowicza i Konstantego Laszczki. Od 1911 roku należał do Związku Artystów Plastyków i wystawiał między innymi w Pałacu Sztuki. Lata I wojny światowej spędził w szeregach armii austro-węgierskiej, tworząc w tym czasie szereg prac obrazujących życie frontowe.
W 1918 roku ożenił się z Heleną Grenikówną i w dwa lata później przeprowadził do Nowego Wiśnicza. Tam powstała znaczna część jego obrazów: portretów i pejzaży. W 1934 roku, z uwagi na problemy zdrowotne, przeprowadził się z żoną do Zakopanego. Usunięty stamtąd w 1940 roku przez okupacyjne władze niemieckie, zamieszkał ponownie w Nowym Wiśniczu. Od 1951 roku był nauczycielem w miejscowym Liceum Technik Plastycznych (obecne Liceum Plastyczne im. Jana Matejki). W 1958 roku, po śmierci pierwszej żony, ożenił się ponownie z Bogusławą Iskierką i w 1961 roku przeniósł do Katowic. Tam zmarł 17 lipca 1982 roku. Został pochowany na cmentarzu Rakowickim w Krakowie.
Obrazy Stanisława Klimowskiego znajdują się między innymi w zbiorach Muzeum Narodowego w Krakowie, Muzeum Wojska Polskiego w Warszawie, Muzeum Śląskiego w Katowicach, Muzeum im. Stanisława Fischera w Bochni, Muzeum Powstań Śląskich w Świętochłowicach i Muzeum Ziemi Wiśnickiej. W Nowym Wiśniczu w latach 1992 - 2010 działało Muzeum Biograficzne Stanisława Klimowskiego założone z inicjatywy wdowy po artyście oraz jego syna Jana i jego żony Jadwigi.